# Sārī Ojāq
Sārī Ojāq (persiska: ساری اُجاق, ساری اجاق) är en ort i Iran.   Den ligger i provinsen Västazarbaijan, i den nordvästra delen av landet, 700 km nordväst om huvudstaden Teheran. Sārī Ojāq ligger 2 163 meter över havet och antalet invånare är 418.
Terrängen runt Sārī Ojāq är lite bergig. Runt Sārī Ojāq är det ganska glesbefolkat, med 39 invånare per kvadratkilometer. Närmaste större samhälle är Bāzargān, 10,8 km öster om Sārī Ojāq. Trakten runt Sārī Ojāq består i huvudsak av gräsmarker.